# Odontothrips phaleratus
Odontothrips phaleratus är en insektsart som först beskrevs av Alexander Henry Haliday 1836.  Odontothrips phaleratus ingår i släktet Odontothrips, och familjen smaltripsar. Arten är reproducerande i Sverige.